# نوووالسکی
نوووالسکی (به لاتین: Novouvalsky) یک منطقهٔ مسکونی در روسیه است که در سرزمین آلتای واقع شده‌است.